# Barbakan

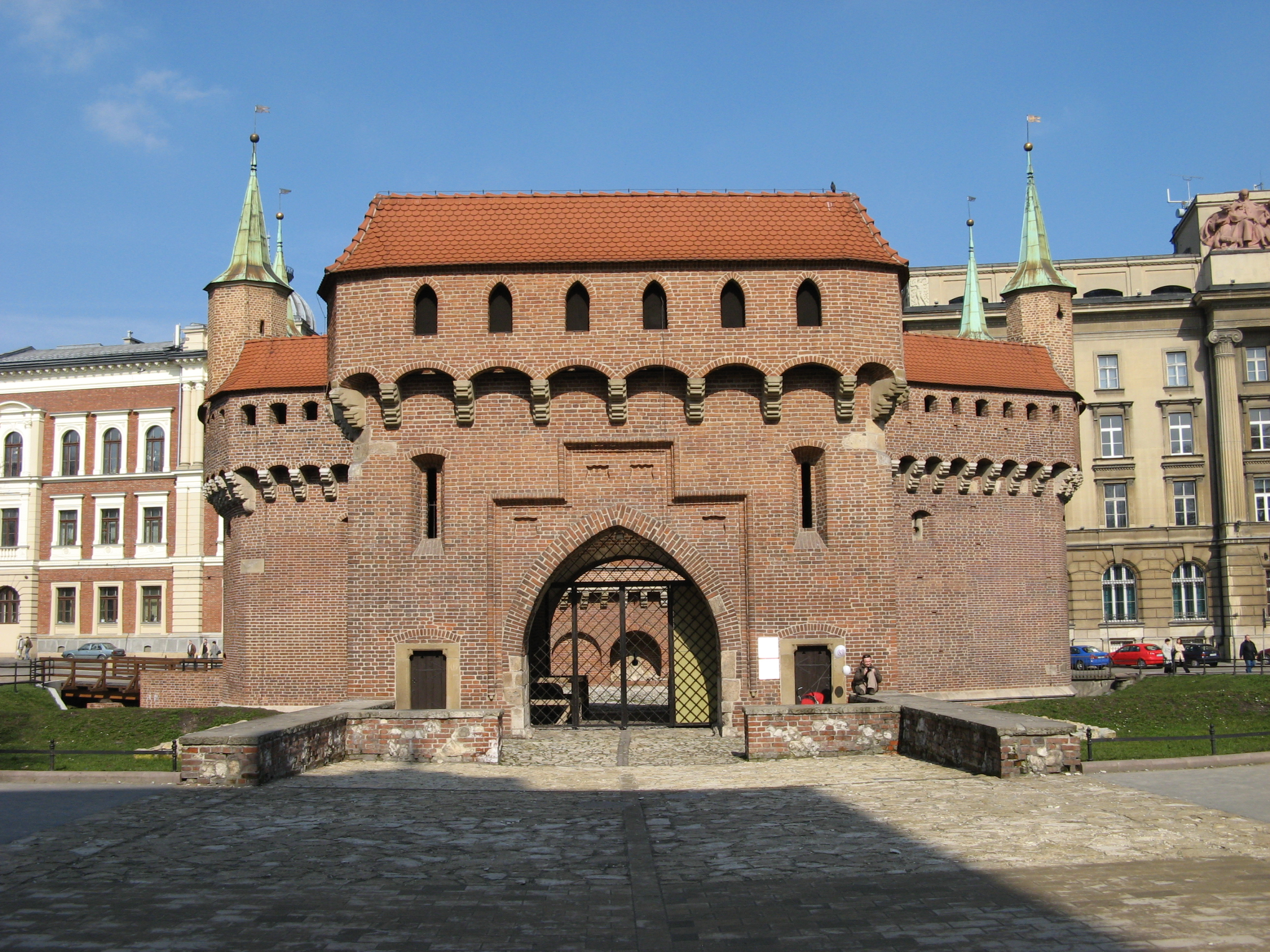
Barbakan nad branou v polském Krakově

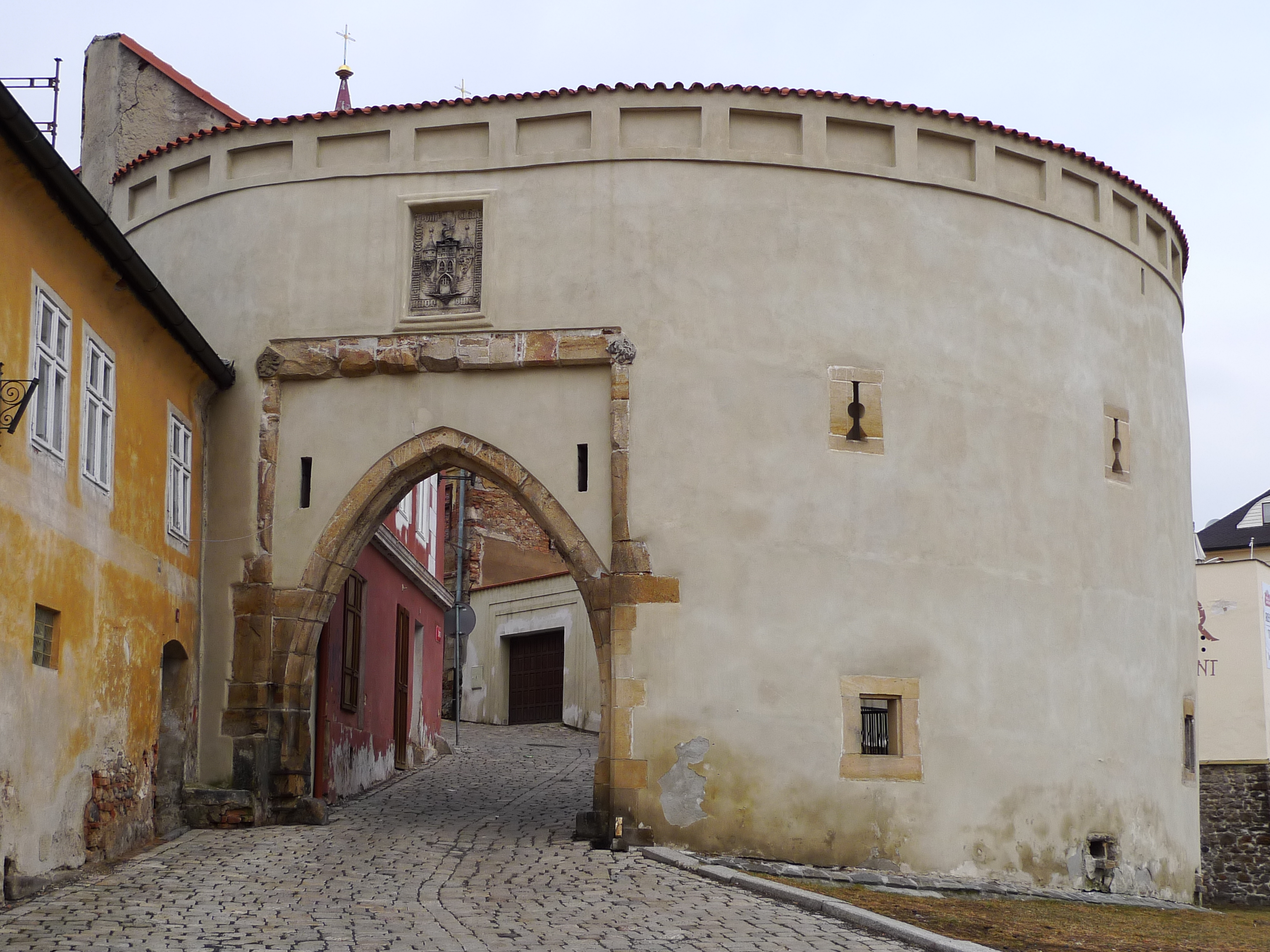
Žatecká brána s barbakanem v Kadani

Barbakan či barbakán (ze starofrancouzského barbecane, pravděpodobně arabského či perského původu ve vojenském užití) je fortifikační prvek sloužící k lepší obraně brány. Býval stavěn nad branami hradů, tvrzí, pevností apod. a umožňoval jednak ochranu brány před dělostřelbou a zároveň dovoloval obráncům brány chráněný přístup nad její prostory. Obvykle byla jeho interiérem vedena hlavní přístupová komunikace, která byla uvnitř uměle zalomena. Barbakany mají většinou masivní zdi, výjimečně jsou opatřeny i věží. Byly stavěny zejména ve středověku, poté se od jejich stavby začalo upouštět.
U hradů na českém území je použití barbakanu vzácností. Jako důležitý fortifikační prvek je použit na Lichnici. Barbakan lze zhlédnout také např. na Helfštýně, Frýdlantu či Pernštejně, barbakanem bývala i lokalita Příhrádek na spojovací cestě mezi středověkými Pardubicemi a přilehlým zámkem. Zachovalý barbakan je i v Kadani.